# Lydiet
Lydiet (lydische steen), kiezellei of toetssteen is een door diagenese gevormde leisteen met een hoog gehalte aan radiolariën. Het is daarom verwant aan radiolariet.

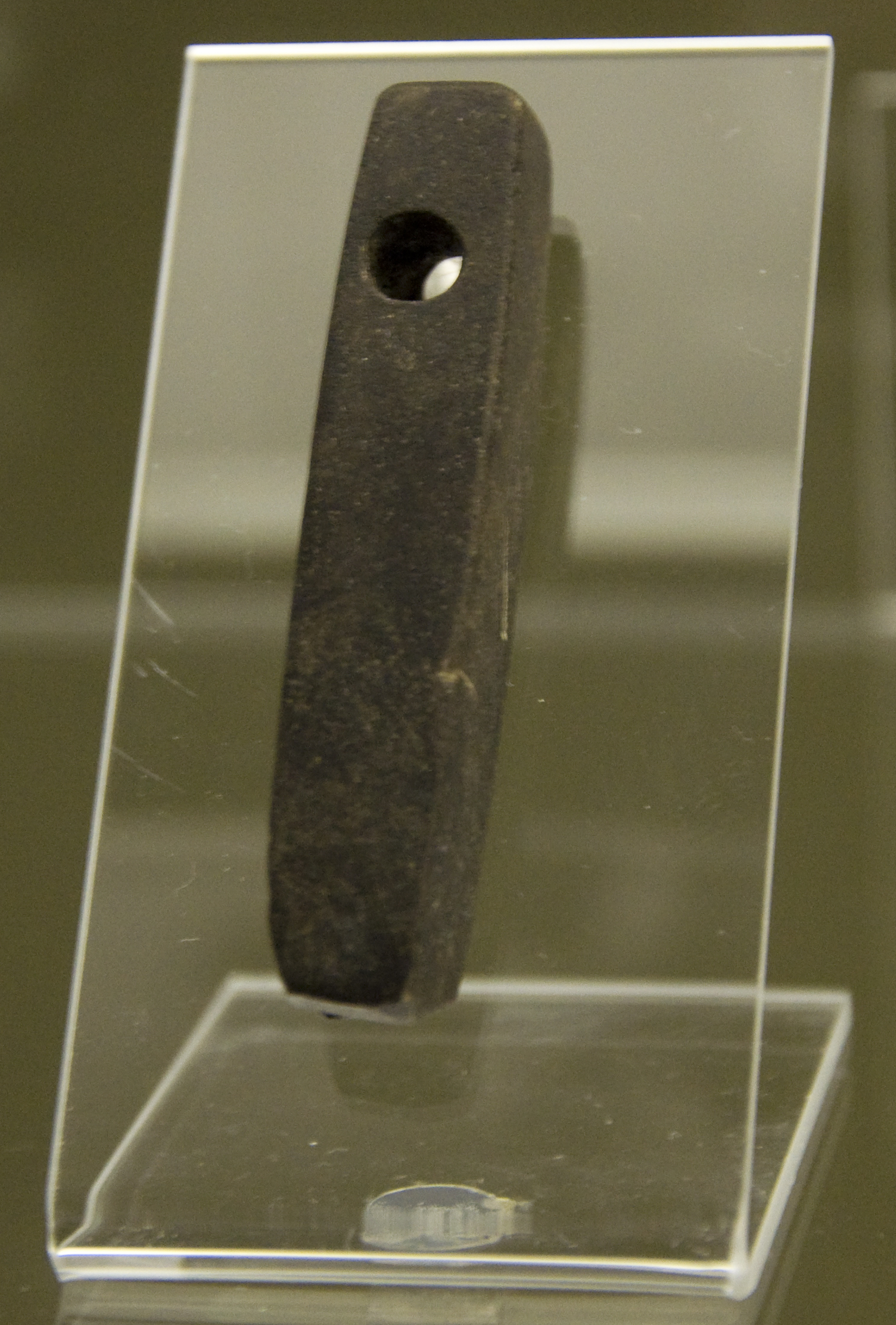
Een toetssteen, in het Provinciaal Archeologisch Museum (Ename)

## Eigenschappen
Lydiet bestaat uit kwarts met verontreinigingen. De rechthoekige zwarte, glanzende blokjes die we vaak in Nederland in grind kunnen vinden, is van oorsprong een soort kiezellei, afgezet op een zeebodem uit kleine organismen, zoals radiolariën. De stipjes die in de steentjes te zien zijn kunnen hierop wijzen. Het kan overgangstinten vertonen naar rode, bruine, grijze of groene varianten. Ook komen veel overgangen naar radiolariet voor. Witte kwartsadertjes en gelaagdheid komen ook veel voor. Alleen de zwarte steentjes worden doorgaans lydiet genoemd, andere kleuren krijgen dan de verzamelnaam kiezellei. De zwarte kleur is te wijten aan koolstof die meestal afkomstig is van de organische resten in het oorspronkelijke slik. De lydietsteentjes zoals ze in Maas- en Rijngrind kunnen worden gevonden, zijn afkomstig uit de Ardennen of uit Midden-Duitsland (Rijnse leisteengebergte, Fichtelgebergte).

## Toetssteen
Een zuivere variant van lydiet werd eeuwenlang (en ook nu nog) door edelsmeden gebruikt als 'toetssteen' voor het visueel bepalen van het zilver- of goudgehalte van zilveren of gouden voorwerpen. Bij het bekrassen van de steen blijft er op de zwarte steen een stoffijn streepje achter, waarvan de kleur karakteristiek is voor het gehalte aan edelmetaal. Bij gouden voorwerpen wordt de streep eerst met koningswater behandeld. Met zuur werd eventueel ook nog het overige metaal in het proefstreepje opgelost zodat alleen goud overbleef. Naast de streep werd een streep gezet met een stift van bekend goudgehalte.
Het bepalen van het gehalte zuiver zilver of goud in legeringen met behulp van de toetssteen is de oudste methode en noemt men essayeren.

## Naam
De naam lydiet komt van Lydië in Turkije, vanwaar vroeger de toetssteen voor goudsmeden werd gehaald. Verwarring met zwarte jaspis is mogelijk, dat wil zeggen een zwarte kwartsvariant die onder hydrothermale omstandigheden is afgezet. Lydiet is strikt gesproken geen mineraal. De hierboven genoemde 'zuivere' variant wordt door minerant.org een 'mineralogicalification' genoemd van de gewone lydiet.